# 천즈한 (정치인)
천즈한(중국어 정체자: 陳智菡, 병음: Chén Zhìhàn, 한자음: 진지함, 1979년 12월 8일 ~ )는 중화민국의 기자이자 정치인이다.

## 학력
- 국립 정치 대학
- 푸런 대학

## 같이 보기
- 대만민중당